# Pronunciamiento de Espoz y Mina
El pronunciamiento de Espoz y Mina fue un pronunciamiento contra Fernando VII, encabezado por el general Francisco Espoz y Mina en la noche del 25 al 26 de septiembre de 1814, desde la localidad navarra de Puente la Reina, cerca de Pamplona, la capital provincial.
Siendo una iniciativa esencialmente individual, fracasó debido a su carácter improvisado y a la falta de lealtad hacia su líder de las tropas sublevadas.
Suele considerarse el primer pronunciamiento de la historiapor parte de quienes niegan tal calificativo al levantamiento de Elío, que restauró la monarquía absoluta en abril del mismo año.
Se trata de un pronunciamiento atípico, y aunque ha sido escasamente estudiado —se desconocen su propósito y sus pretensiones reales—, se reconoce que sí pudiera haber tenido importantes repercusiones.

## Contexto
Espoz y Mina adquirió su experiencia militar en la guerra de guerrillas contra la Francia napoleónica durante la Guerra de la Independencia, donde sobresalió, pero con poca preparación teórica: era prácticamente analfabeto. Fue durante el conflicto el comandante en jefe de la guerrilla navarra.
Finalizado el conflicto, el general solicitó y obtuvo a principios de junio de 1814 una audiencia con el rey Fernando VII, con el propósito de solicitar la integración al ejército regular de sus tropas, que seguían enfrentando importantes dificultades de subsistencia y remuneración. También pretendía ser nombrado virrey de Navarra. Se desconocen las condiciones exactas de dicha entrevista y el ambiente que la presidió, pero el rey eligió al general Ezpeleta para ocupar el cargo de virrey, lo cual desagradó sumamente a Espoz y Mina.
Dos decretos emitidos durante el verano, que claramente iban en contra de sus peticiones, aumentaron aún más su descontento. El primero, del 25 de junio, concedía a los soldados no regulares un permiso temporal para regresar a sus hogares, lo cual resultó en numerosas deserciones, y el segundo, del 28 de julio, ordenaba la disolución de todas las unidades no regulares (originando tensos intercambios entre el virrey y Espoz Mina, que se negó a aplicarlo en totalidad), dejando abierta a quiénes así lo solicitaran la posibilidad de reincorporarse al Ejército con posterioridad.
Finalmente, un tercer decreto, publicado el 23 de septiembre, ordenaba su traslado a Pamplona — relegándolo a un cargo burocrático — y el paso de sus tropas bajo el mando del capitán general de Aragón.

## Desarrollo y repercusiones
Al enterarse de ello al día siguiente, Espoz y Mina comenzó a planear una sublevación. Según la opinión mayoritaria en la historiografía, se trató de una acción improvisada y muy arriesgada — lo cual no es de extrañar por parte de un militar avezado a prácticas guerrilleras —, ya que probablemente no contaba con una sólida red conspirativa para respaldarlo, ya sea dentro del Ejército o entre la población civil —contrastando claramente con la tipología de otros pronunciamientos que marcaron sucesivamente la vida política española en las décadas siguientes. En sus memorias, Espoz y Mina afirma que contaba con el apoyo de guarniciones de Navarra y Aragón (Huesca, Jaca, Monzón, Caspe e incluso Zaragoza), pero puede tratarse de una exageración suya.
Al frente de apenas un batallón, emprendió de noche la toma de la Ciudadela de Pamplona, donde, según esperaba, otros dos oficiales apoyarían el levantamiento, lo cual no llegó a ocurrir. Las tropas de Espoz y Mina fueron derrotadas sin mucha dificultad y la insurrección apenas se advirtió en Pamplona.
El general volvió primero a su cuartel de Muruzábal, y luego pasó a esconderse por los montes con parte de sus hombres, para finalmente exiliarse el 4 de octubre a Francia, todavía perseguido según las órdenes de Ezpeleta.Tardó más de una semana en hacerlo, lo cual sugiere que pudo estar esperando otras reacciones en apoyo a su acción. El coronel Górriz, uno de sus seguidores, que participó en el levantamiento, fue detenido por sus propias tropas y fusilado.
En contra de lo que afirman algunas fuentes — y el propio general en sus memorias, publicadas mucho tiempo después —, existen serias dudas acerca del carácter auténticamente proliberal del levantamiento de Espoz y Mina, un militar sin prácticamente formación teórica — aunque sí algunas pistas apuntan hacia su pertenencia a la masonería. Sus acciones anteriores señalan cierta ambigüedad por lo que a su relación con el absolutismo y el liberalismo se refiere, y revelan un posible oportunismo. Más adelante en cambio, Espoz y Mina fue orientándose hacia una ideología claramente liberal y opuesta al absolutismo monárquico, en sintonía con otros muchos pronunciamientos posteriores, como el de Porlier en septiembre del año siguiente.
Todavía en el exilio, Espoz y Mina acudió a París, donde las autoridades españolas intentaron repatriarlo forzadamente, originando alguna tensión diplomática entre ambos países.